# 圣母女子短期大学
圣母女子短期大学（日语：／ Seibo Joshi Tanki Daigaku *），简称圣母短大，是过去一所位于日本东京都新宿区的私立短期大学。

## 概要

### 简介
- 学校最早可以追溯到1948年[1]。短期大学为于1950年开办[2][1]、由学校法人圣母学园经营。来源于意大利罗马天主教会创立的修道会、由于教育的基础是天主教[1]。招生到2003年、正式停办于2006年[2]。

### 历史
- 1950年 圣母女子短期大学成立并同时设置一个学科即健康福利科[注 2][1][2]。
- 1966年 健康福利科[注 2]改编为护理科[1][2]。
- 1987年 助产学专攻成立于专科[1]。
- 2003年 短期大学招生最后、次年停止招生（正式停办于2006年6月14日[2]）。

## 学校环境
- 校区：在了东京都新宿区[注 1]

## 组织

### 学科
- 护理科

### 专科
| - 助产学专攻 |

### 业余课程
| - 没有 |

## 相关链接
- 日本短期大学列表